# Бесесе
Франсиско Жерва́зио Фильо (порт.-браз. Francisco Gervásio/Gervázio Filho; род. 1 января 1936, Мосоро, Риу-Гранди-ду-Норти), более известный как Бесесе́ (порт.-браз. Bececê) — бразильский футболист, левый нападающий.

## Карьера
Бесесе начал карьеру в клубе «Лимуэйру». Он был вызван в состав сборной города Лимуэйру-ду-Норти, с которой выиграл межмунициальный турнир штата, где, к тому же, стал лучшим бомбардиром. В 1957 году Бесесе перешёл в «Форталезу». С этой командой футболист выиграл два чемпионата штата Сеара. А в первенстве 1959 года стал лучшим бомбардиром турнира с 21 забитым мячом. В 1960 году «Форталеза» принимала участие в розыгрыше Чаши Бразилии. Бесесе помог своей команде выйти в финал турнира. В частности он забил три гола в двух полуфинальных матчах с «Санта-Крузом». В финале он не забил, а его команда проиграла «Палмейрасу». Несмотря на это, форвард стал лучшим бомбардиром соревнования с 8 забитыми мячами. Это привело к интересу соперника по финалу, с которым Бесесе заключил контракт.
28 января 1961 года Бесесе дебютировал в составе «Палмейраса» в матче с «Вила-Новой» из Гоянии (1:0). 30 января он забил гол, поразив ворота «Динамо» из Бухареста (2:1). 2 марта Бесесе провёл первый официальный матч за «Палмейрас» в розыгрыше турнира Рио — Сан-Паулу с «Америкой» (0:1). 12 марта он забил на турнире гол, поразив ворота «Флуминенсе» (2:1). Всего в составе команды Бесесе сыграл в 18 матчах и забил три гола. Оттуда футболист перешёл на правах аренды в «Жувентус». Затем он играл за «Нороэсте» и «Эспортиву Гуаратингета». В марте 1964 года Бесесе сыграл ещё один матч за «Палмейрас» против «Спорт Ресифи» (4:1), в котором забил гол. В середине 1964 года Бесесе стал игроком «Прудентины». Затем он играл за «Ферровиарию», вновь «Нороэсте», «Баию» и «Пайсанду» из Белена. В 1970 году Бесесе перешёл в венесуэльский клуб «Валенсия», где и завершил карьеру.
По окончании карьеры футболист устроился работать помощником по административным вопросам в учебном центре Лицей Корасан-ди-Жезус в Сан-Паулу. Там он трудился на протяжении сорока лет. Также он тренировал любительскую команду «Авикультура Колорин».

## Достижения

### Командные
- Чемпион штата Сеара: 1959, 1960

### Личные
- Лучший бомбардир чемпионата штата Сеара: 1959 (21 гол)
- Лучший бомбардир розыгрыша Чаши Бразилии: 1960 (8 голов)

## Личная жизнь
Бесесе женат на Розе Дебре. У них родилось три дочери — Симона, Сирлен и Андреа.